# Jerovec
Jerovec je naseljeno mjesto u Republici Hrvatskoj u Varaždinskoj županiji. 

## Zemljopis
Administrativno je u sastavu grada Ivanca. Naselje se proteže na površini od 3,63 km². 

## Stanovništvo
Prema popisu stanovništva iz 2001. godine u Jerovcu živi 869 stanovnika i to u 246 kućanstava. Gustoća naseljenosti iznosi 239,39 st./km².
| broj stanovnika | 644   | 800   | 854   | 895   | 981   | 1000  | 941   | 999   | 1010  | 1007  | 906   | 903   | 956   | 913   | 869   | 827   | 760   |
|                 | 1857. | 1869. | 1880. | 1890. | 1900. | 1910. | 1921. | 1931. | 1948. | 1953. | 1961. | 1971. | 1981. | 1991. | 2001. | 2011. | 2021. |